# كيكوال ساحلي
كيكوال ساحلي (الاسم العلمي:Quisqualis littorea) هي نوع نباتي يتبع جنس الكيكوال من الفصيلة القمبريطية. 